# Eduard Kulenkamp (Richter)

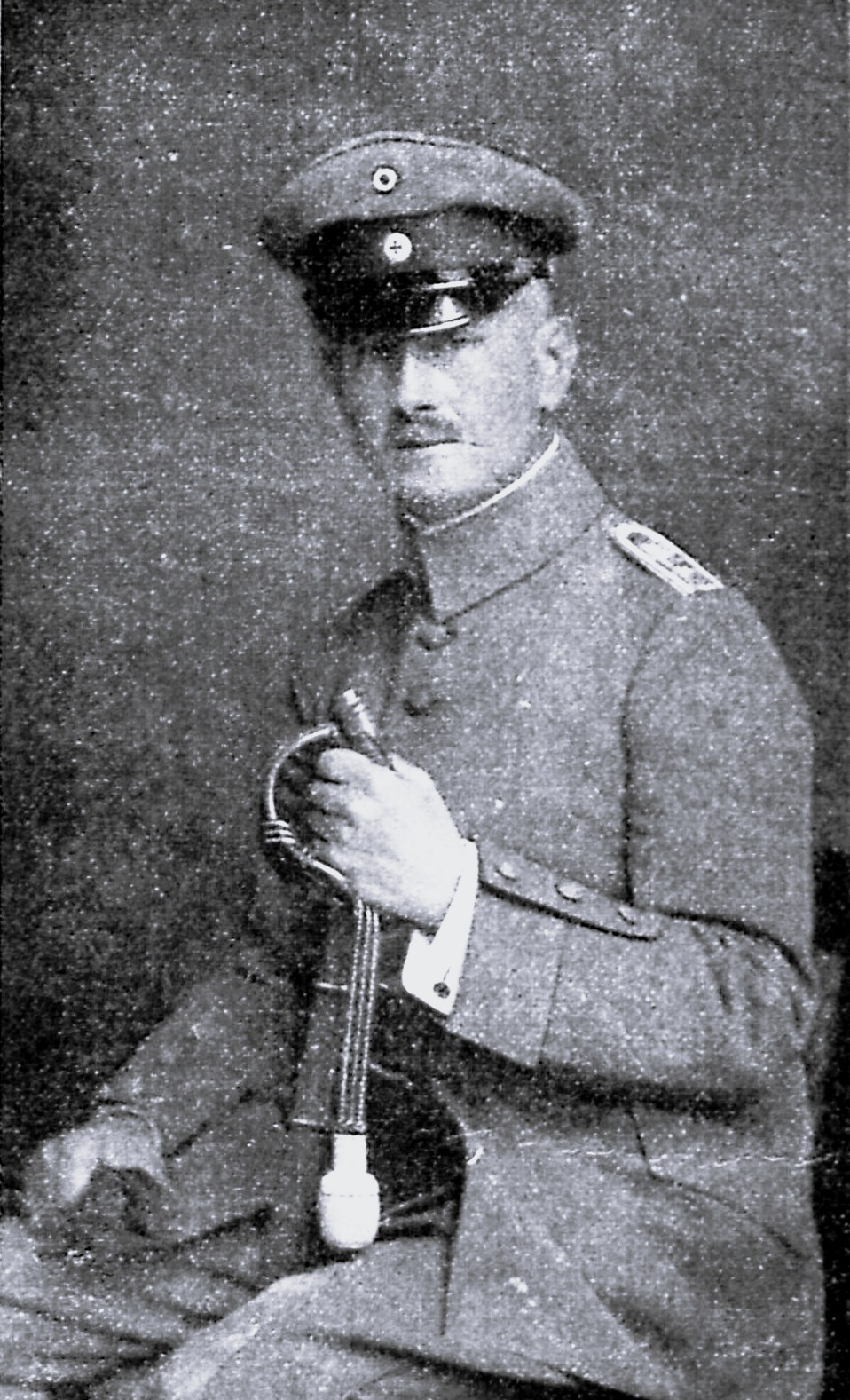
Eduard Kulenkamp

Hermann Eduard Gustav Kulenkamp (* 15. Januar 1864 in Lübeck; † 22. April 1915 in Steenstrate) war ein deutscher Richter in Lübeck.

## Leben
Eduard entstammte der Lübeckischen Bürgermeisterfamilie Kulenkamp. Sein Vater Arthur Gustav Kulenkamp war bei seiner Geburt Prokurator beim Oberappellationsgericht und führte als Oberstleutnant die Lübecker Bürgergarde. 1869 wurde dieser, für den verstorbenen Karl Ludwig Roeck, in den Lübecker Senat 1869 und 1870 gewählt. Der Lübecker Senat 1891 und 1892 wählte ihn 1891 erstmals zum Bürgermeister. Nach dem Tod seines Vaters wurde dessen ältester Sohn, Eugen Emil Arthur Kulenkamp, in die Lübecker Bürgerschaft gewählt und war ab 1902 an Stelle des im Vorjahr in den Ruhestand getretenen Heinrich Theodor Behn als Senator Mitglied des Senates.

### Laufbahn

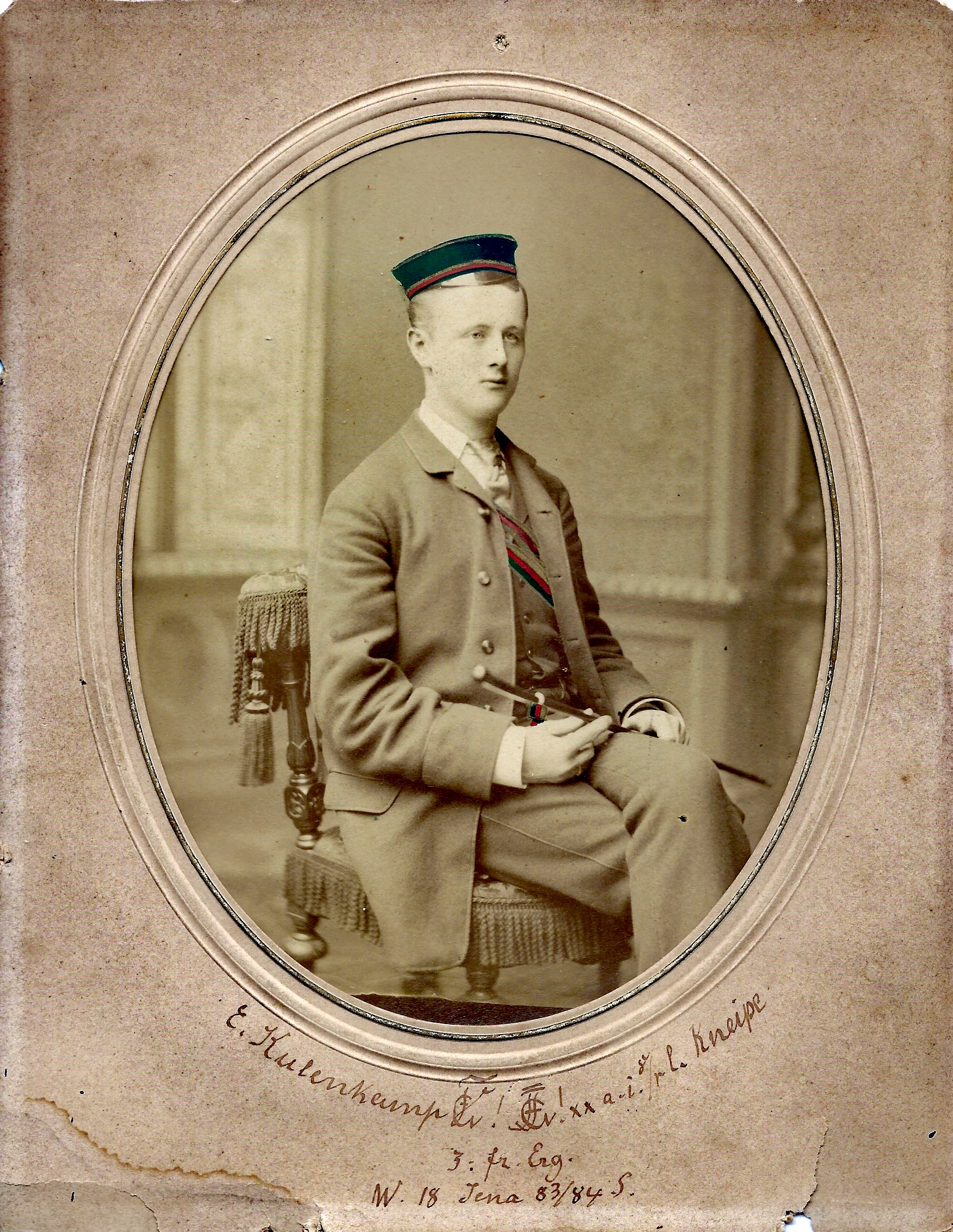
Kulenkamp als Corpsbursche

Kulenkamp besuchte das Katharineum zu Lübeck. Nach seinem Abitur Ostern 1882 studierte er an der Universität Lausanne und der Ruprecht-Karls-Universität Heidelberg Rechtswissenschaft. 1883 wurde er im Corps Vandalia Heidelberg und im Corps Franconia Jena recipiert.
Als Inaktiver wechselte er an die Universität Leipzig und die Georg-August-Universität Göttingen. Nachdem er am Oberlandesgericht Celle das erste juristische Staatsexamen bestanden hatte, durchlief er den Vorbereitungsdienst in Preußen. Dort legte er die Assessorprüfung ab. In den Gerichtsferien 1891 wurde der preußische Gerichtsassessor zur lübeckischen Rechtsanwaltschaft beim Landgericht Lübeck und beim Amtsgericht Lübeck zugelassen und zum Notar ernannt. Wohnung und Büro waren in der Breiten Straße 43. Der Bürgerausschuss wählte ihn zum Stellvertretenden Vertreter der Ober-Ersatz-Kommission für die Jahre 1892, 1893 und 1894.
Auf der Versammlung der Handwerkskammer vom 20. Mai 1892 wurde Kulenkamp zu deren Schriftführer gewählt.
Der Lübecker Senat 1893 und 1894 ernannte am 14. Februar 1894 mit Wirkung ab 1. März d. J. Kuhlenkamp mit Johann Martin Andreas Neumann zum Amtsrichter.
Mit Wirkung zum 1. November 1901 ernannte der Lübecker Senat 1901 und 1902 Kulenkamp zum Landrichter und somit Mitglied des Landgerichts der Freien und Hansestadt Lübeck und des Lübeckischen Fürstentums. Als jedoch sein Bruder in den Senat berufen wurde und somit aus der renommierten Anwaltsgesellschaft der Rechtsanwälte Dres. Plessing, Kulenkamp und v. Brocken, der zuletzt auch Ihde angehören sollte, ausschied, stellte Kulenkamp an den Senat das Ersuchen aus dem lübeckischen Staatsdiensten entlassen zu werden, um an Stelle seines Bruders wirken zu können. Diesem Gesuch wurde stattgegeben.
Am 1. Februar 1911 kehrte Kulenkamp wieder in den Staatsdienst zurück. Der Senat hatte ihm am 28. Januar den Titel Landgerichtsrat verliehen.

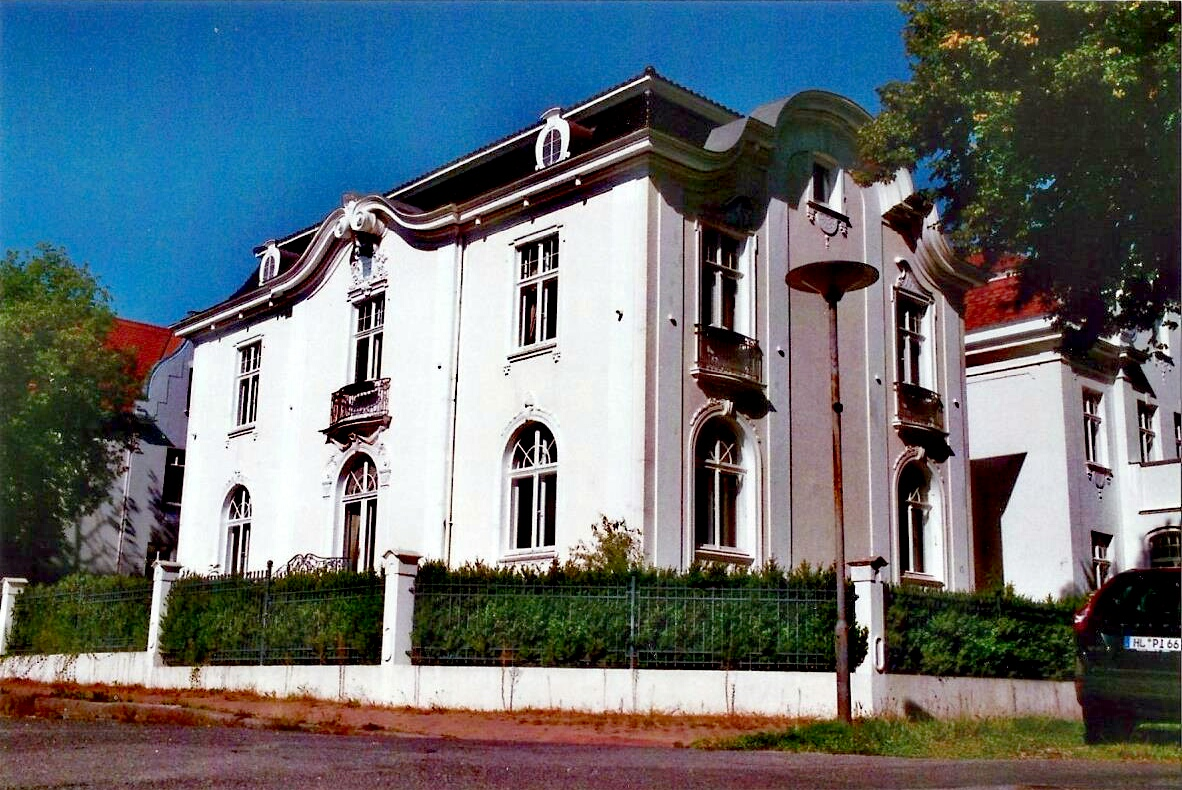
Villa in der Kaiser-Friedrich-Straße 15

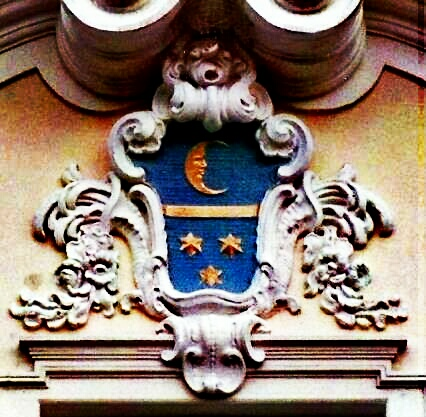
Wappen

Wenige Jahre nachdem Kulenkamp in Lübeck zu wirken begann, verlegte er seine Wohnung von der Breiten Straße 43, wo sich auch sein Büro befand, in die Musterbahn 1. Kurze Zeit später ließ er sich die noch heute das Familienwappen tragende Villa an der am abzweigenden Kaiser-Friedrich-Platz gelegenen entstehenden Kaiser-Friedrich-Straße als deren Gebäude Nr. 15 bauen. 1900 wurde es bezogen.

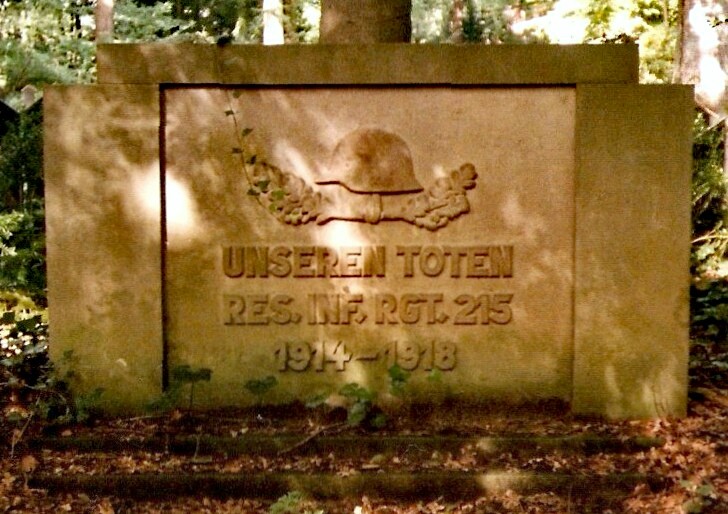
Reserve-Infanterie-Regiment 215

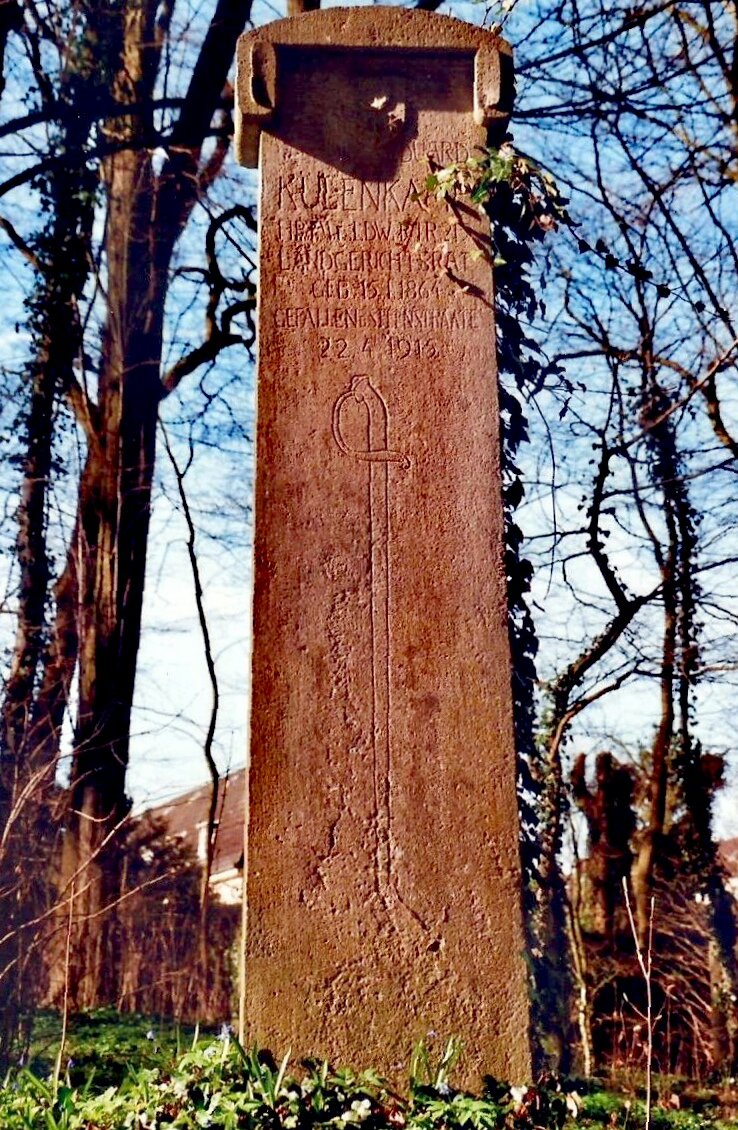
Kulenkamps Gedenkstein

Beim Ausbruch des Krieges meldete sich der damals schon 50-jährige Oberleutnant der Landwehr als Freiwilliger beim Ersatz-Bataillon des heimischen Regiments wieder ins Heer. Als Kompanieführer leistete Kulenkamp mehrere Monate Garnisonsdienst. Er setzte durch, dass er an der Front verwendet erhielt und wurde unter der Beförderung zum Hauptmann dem lübeckischen Kinderregiment 215 in Flandern zugeteilt. Hier wurde er zum Kompaniechef der 1. Kompanie ernannt.
Beim Gasangriff am 22. April 1915, erster Tag der Zweiten Ypernschlacht, fiel Kulenkamp in Steenstraate an der Yser. Sein Grab befindet sich auf dem Deutschen Soldatenfriedhof Langemark, Block A Grab 2199. In Lübeck wurde für ihn ein Ehrenmal auf dem Ehrenfriedhof errichtet. Dieses steht etwa einen halben Meter oberhalb auf der anderen Seite des den Ehrenhain umschließenden Weges in Form einer mannshohen Säule dessen Schaft von einem Kapitell in Form eines Dreiecksgiebels gekrönt wird. Den Giebel schmückt das Familienwappen. Auf dem Schaft folgte der Name samt akademischen Grad, sein ziviles Amt und militärischer Rang. Nach den Daten mit den dazugehörigen Geburts- und Sterbeorten schließt, was das Ehrenmal in Lübeck einzigartig macht, eine Abbildung des auf dem obigen Fotos gezeigten Degens die Beschriftungen ab.
Seit Kulenkamps Tod bewohnten seine Kinder die Villa und veräußerten sie 1917 an den Kaufmann Ferdinand Kayser.

### Gesellschaft zur Beförderung gemeinnütziger Tätigkeit
Bereits 1891 wurde Kulenkamp Mitglied der Gesellschaft zur Beförderung gemeinnütziger Tätigkeit.
Kulenkamp wirkte bei der Verbesserung der Friedhofskunst, der Einrichtung einer Bauberatungsstelle, der Umgestaltung des lübeckischen Museumswesens, der Festlegung der Baufluchtlinien in der inneren Stadt, der Ausgestaltung öffentlicher Anlagen und Schmuckplätze, sowie der schwierigen Wegbahnung für ein Denkmalschutzgesetz. Häufig äußerte er sich hierzu in den Lübeckischen Blättern.
1907 trat Kulenkamp dem Verein für Lübeckische Geschichte und Altertumskunde bei.
Auf der Versammlung der Gesellschaft zur Beförderung gemeinnütziger Tätigkeit am 10. November 1896 wurde Kulenkamp in das Amt eines Schriftführers im Vorstand gewählt. Am 13. März 1900 trat er von der Schriftführung in den Kreis der Vorsteher zurück. Der Rechtsanwalt Fehling wurde am 31. März 1903 an Stelle des ausscheidenden Kulenkamps in den Vorstand der Gesellschaft gewählt.
Von 1909 bis 1913 war er zudem Mitglied der Geographischen Gesellschaft. Seit 1911 war er zudem Mitglied des Vereins zur Fürsorge für entlassene Gefangene und sittlich Verwahrloste.
Für seine reiche Erfahrung und sein maßgebendes Urteil in Angelegenheiten der Kunst wurde Kulenkamp allseitig anerkannt. So wurde er an Stelle des ausscheidenden G. F. Schwartzkopf am 6. Januar 1903 als einer Vorsteher des Gewerbemuseums gewählt. Auf der Versammlung vom 10. November 1903 wurde er zudem zum Mitglied des Ausschusses der Redaktion der Lübeckischen Blätter gewählt. Im selben Jahr wurde er ebenfalls zu einem Vorsitzenden der Sachverständigenkammer für Bildende Künste ernannt.
Kulenkamp schied im Jahre 1909 sowohl aus dem Vorstand des Gewerbemuseums, als auch aus dem Redaktionsausschuss der Lübeckischen Blätter aus.
Seine Anregung für die künstlerische Ausschmückung des Lehrerseminars mit Steinzeichnungen sollte für die neueren Schulbauten vorbildlich werden.

### Verein von Kunstfreunden

Ansicht vor 1908

Schon früh war er in der Welt der Schönen Künste heimisch und schon bald nach seinem Eintritt in den Verein von Kunstfreunden im Jahr 1891 avancierte er zu dessen Seele. Am 21. Oktober 1901 wurde ein außerordentlicher Beratungsabend abgehalten. Gustav Schaumann, der zweite Vorsitzende des Vereins, teilte mit, dass Krüger, der bisherige erste Vorsitzende, gesundheitsbedingt aus seinem Amte schiede. Bei der Wahl seines Nachfolgers ist Kulenkamp einstimmig erwählt worden. Bis 1908 sollte er nun die Geschicke des Vereins leiten. In dieser Zeit stellte er den Verein in den Dienst praktischer Kunstaufgaben und wirkte auf diesem Wege kunsterzieherisch auf ihn ein. So erbrachte er zunächst durch den Fassadenwettbewerb den Beweis, dass sich die hergebrachte Bauweise Lübecks, richtig entwickelt, durchaus mit den Anforderungen des modernen Lebens und Verkehrs vereinigen lässt. Durch eine wichtige Bestimmung der neuen Bauordnung, für welche Kulenkamp sich einsetzte, wurde der angebahnten Erhaltung des Stadtbildes Nachdruck verliehen. Es folgte der Ideenwettbewerb zur Gewinnung eines Bebauungsplanes für die Straßen und Plätze zwischen dem Holstentor und dem Lindenplatz und der Wettbewerb zur Ausgestaltung der Neubauten am Burgtor. Während die Lösung des ersten Projektes bei seinem Tod noch ausstand, so konnte er das erfreuliche Stadtbild beim Letzteren als sein eigenstes Werk ansprechen. So war es seinen energischen Bemühungen zu verdanken, dass er schon 1908 den in Lübeck abgehaltenen Denkmalspflegetag und dem deutschen Bunde für Heimatschutz, dem er seit 1907 angehörte, das Burgtor ohne die es so lange entstellenden Anbauten zeigen konnte.
Mit harten Kämpfen ist auch eine andere künstlerische Tat verbunden gewesen. Die Stadt wurde vom Uechtritzschen Kaiser-Wilhelm-Denkmal „befreit“. Sein Verdienst hierbei war unbestreitbar. Als Anerkennung wurde Kulenkamp dadurch zuteil, dass er in die neue Kommission zur Bauordnung für ein Kaiserdenkmal berufen wurde.
Der Verein für Kunstfreunde wurde unter Kulenkamps Führung Mitglied des Bundes für Heimatschutz. Bald jedoch stellte sich heraus, dass für die umfassenderen Aufgaben des Heimatschutzes eine Lübecker Ortsgruppe des Bundes ins Leben gerufen werden musste. Als seine satzungsmäßige Amtszeit im Verein für Kunstfreunde 1908 ablief, stellte er dem neuen Verein seine Erfahrung als zweiter Vorsitzender zur Verfügung und erwarb sich auch dort Verdienste im Schutz gegen Zerstörung und Verunzierung seiner Heimat. Bereits 1912 wurde er bereits wieder in den Vorstand des Vereins von Kunstfreunden berufen.
Im Anschluss an die gemeinsame Sitzung des Vereins für Heimatschutz mit dem Verein für Kunstfreunde am 13. November 1913 rückte Kulenkamp mit seinem Referat über die Ausgestaltung des Holstentorplatzes jenen Punkt wieder in den Mittelpunkt des öffentlichen Interesses.
Für die Wahl zur Ergänzung des Vorstandes für den ausscheidenden Schlodtmann wurde im Januar 1914 wieder Kulenkamp in den Vereinsvorstand gewählt.
Auch zu dem auswärtigen Kunstleben hatte Kulenkamp vielerlei Beziehungen. Diese pflegte er auf seinen Reisen zu den Tagungen des Vereins für Denkmalpflege sowie ds Bundes für Heimatschutz.
Auch von der persönlichen Freundschaft Kulenkamps mit Lichtwark sollte das lübeckische Kunstleben andauernd profitieren.

### Familie
Verheiratet war Kulenkamp mit Natalia Ignazia Silvia geb. Mannhardt, einer Tochter von Julius Mannhardt. Sie hatten drei Kinder. Maria Mercedes Helene (* 8. Mai 1895 in Lübeck; † 13. Mai 1985) gab 1915 als Helene die Todesanzeigen auf. Bereits 1914 hatte sie sich zum freiwilligen Militär-Kranken-Dienst beim Roten Kreuz gemeldet. Gegen den Willen ihrer Eltern absolvierte sie dort eine Ausbildung zum Krankenpfleger.